# Centro Europeo de Astronautas
El Centro Europeo de Astronautas o EAC (en inglés European Astronaut Centre) es un centro de la Agencia Espacial Europea (ESA) y el hogar del Cuerpo Europeo de Astronautas. Se encuentra ubicado en Colonia, Alemania, fue fundado en 1990 y se divide en cuatro ramas: Formación, Medicina, Educación y Relaciones Públicas, y Gestión de Astronautas. 
La rama de Formación se encarga del entrenamiento de los astronautas europeos, en particular en lo relativo al hardware de la ESA para la Estación Espacial Internacional (ISS), como el Laboratorio Columbus o el Vehículo de Transferencia Automatizado (ATV). La rama de Medicina proporciona apoyo en lo relativo a la salud de los astronautas europeos y sus familias. La rama de Educación y Relaciones Públicas se encarga de las actividades relacionadas con la educación y la divulgación, así como de la representación adecuada de los astronautas europeos y de sus actividades en el espacio de cara al público. La rama de Gestión de Astronautas apoya y dirige las carreras y misiones de los astronautas.
El Centro Europeo de Astronautas en su conjunto se encarga también de la organización de la formación de los astronautas europeos en los centros de otros socios, por ejemplo en los Estados Unidos (Johnson Space Center), Rusia (Ciudad de las Estrellas), Canadá (Saint-Hubert) o Japón (Tsukuba).